# East Palestine (Ohio)
East Palestine est un village américain situé dans le comté de Columbiana, dans l'Ohio. Selon le recensement de 2020, sa population est de 4 761 habitants.
Situé à la frontière de l’État avec la Pennsylvanie, East Palestine est à environ 20 miles (31 km) au sud de Youngstown et à 40 miles (64 km) au nord-ouest de Pittsburgh . Il fait partie de la zone micropolitaine de Salem.
La ville abritait des industries de  céramique et de fabrication de pneus des années 1870 jusqu’au milieu des années 1960. East Palestine est situé le long du  Southern Railway et possède une gare de fret. Le village se trouve à proximité du site d’un déraillement majeur survenu le 3 février 2023 qui a déversé du chlorure de vinyle et déclenché d’importantes évacuations dans la juridiction.

## Histoire
Le 3 février 2023, le déraillement d'un train de la Norfolk Southern et l'incendie qui a suivi, en partie déclenché par les autorités pour éviter des explosions, provoque l'évacuation de la moitié des habitants dû au relâchement d'une grande quantité de chlorure de vinyle, composant toxique et hautement cancérigène en imprégnation chronique. Cette catastrophe à causé une importante contamination de la faune et la flore dans la région. Plusieurs cours d'eau passant dans le village, ainsi que la rivière Ohio traversant plusieurs États des États-unis, ont eux aussi été contaminés, alors qu'ils sont la source d'approvisionnement en eau pour des milliers de personnes,.